# Sonoraphlyctis
Sonoraphlyctis är ett släkte av svampar. Sonoraphlyctis ingår i familjen Sonoraphlyctidaceae, ordningen Rhizophlyctidales, klassen Chytridiomycetes, divisionen pisksvampar och riket svampar.
| Sonoraphlyctis | \| \| Sonoraphlyctis ranzonii \| \| \| \| |
|                | \| \| Sonoraphlyctis ranzonii \| \| \| \| |
|                | Sonoraphlyctis ranzonii                   |
|                |                                           |

|  | Sonoraphlyctis ranzonii |
|  |                         |